# Alien Breed 3D II: The Killing Grounds
Alien Breed 3D II: The Killing Grounds es un shooter en primera persona desarrollado por Team17 para Amiga. Distribuido por Ocean Software en 1996, es el quinto juego en la franquicia Alien Breed, una serie de shooters con temática de ciencia ficción.
Siendo secuela de Alien Breed 3D, el juego continúa la historia de un marine espacial que, luego de sobrevivir a una invasión alienígena en una base extraterrestre y ser rescatado por la tripulación a bordo de una nave espacial terrestre, se ve involucrado en otra invasión, donde se verá forzado a luchar por su vida. El juego difiere de su predecesor por sus gráficos mejorados, al igual que editores de niveles incluidos en el juego, y su uso más extenso de modelos, especialmente las armas, aunque algunos enemigos siguen siendo renderizados como sprites 2D. También tiene un modo multijugador de combate a muerte de dos jugadores
El lanzamiento del juego fue anticipado ampliamente por la prensa de Amiga y la comunidad como un competidor de Doom. Los analistas elogiaron los gráficos, los efectos de sonido y la atmósfera, pero hubo discrepancias en la inteligencia artificial del enemigo, el diseño de niveles, y los requerimientos de hardware, particularmente para la versión que requería de 4 MB de RAM. Los editores enviados con copias del juego trajeron numerosas quejas de los jugadores por archivos faltantes, y Team17 subió un parche para los editores conteniendo dichos archivos. Al programador del juego, Andrew Clitheroe, le disgustó el resultado del desarrollo, diciendo que deseaba haber podido usar el tiempo que empleó en el motor de renderizado para desarrollar la jugabilidad y los niveles, y Team17 admitió que The Killing Grounds no estuvo a la altura del estándar de jugabilidad de la serie Alien Breed. El juego fue el último en la serie hasta Alien Breed Evolution, lanzado en 2009.

## Jugabilidad
Alien Breed 3D II: The Killing Grounds es un shooter en primera persona en el cual el jugador guía a su personaje —un marine espacial solitario— a lo largo de 16 niveles, sobreviviendo a un ataque alienígena en el camino. El personaje del jugador puede correr, disparar y mirar verticalmente. El jugador utilizará un arsenal de hasta diez armas; comenzará el juego con una escopeta de doble cañón, y el resto del arsenal deberá ser encontrado y recogido, como una pistola de rayos, un cañón plasma, lanzagranadas y lanzacohetes, un rifle, minas, y un arma capaz de disparar láseres que rebotan con las paredes. Los robots con armas de energía o ametralladoras constituyen la masa de enemigos con el que se enfrentará el jugador con aquellas armas, pero también incluyen perros infernales rojos (la única reaparición de Alien Breed 3D), figuras de palos, y monstruos flotantes de un solo ojo. Muchos de los enemigos siguen siendo mostrados como imágenes 2D, pero otros, como la criatura con apariencia de abeja gigante, son renderizados como modelos 3D. Las armas que el jugador lleva ahora son mostradas como objetos 3D.
Al comienzo de cada nivel, se muestra una pantalla de texto informando al jugador las circunstancias de su personaje. Durante el combate, el jugador gastará su munición y deberá recargarla recolectando paquetes. El personaje del jugador también podrá resultar herido, y recuperará salud luego de recoger un botiquín de primeros auxilios. El jugador puede cargar más energía y munición de lo que muestra la interfaz gráfica. Algunas puertas se encuentran cerradas, y el jugador debe encontrar la llave para abrirlas. Los niveles de The Killing Grounds son más orientados a misiones, donde el jugador recibe instrucciones para completar tareas, como destruir una estructura. Las instrucciones son mostradas como texto en la parte inferior de la pantalla revelando los pensamientos internos del personaje del jugador. En los niveles posteriores, se encuentra un dispositivo antigravedad que podrá ser utilizado para volar por unos segundos antes de necesitar recargarse en una terminal de combustible. El jugador puede activar o desactivar la función de mapa automático, que se puede panoramizar, ampliar y alejar, y se completará automáticamente a medida que el jugador descubra áreas nuevas. En lugar de usar contraseñas como en el juego previo, se podrá guardar hasta cinco juegos entre los niveles.
The Killing Grounds tiene un modo multijugador que requiere conectar dos computadoras Amiga por medio de sus puertos de serie. En este modo, dos jugadores se enfrentan entre sí en un combate a muerte sin enemigos adicionales y con todas las puertas abiertas.

## Trama
Tras sobrevivir a una invasión alienígena en la base de Osiris y destruirla, la nave de escape del capitán Reynolds es rescatada por un crucero espacial de la Tierra, el Indomable, el cual fija el rumbo hacia la Tierra. Sin embargo, una nave espacial alienígena masiva, habiendo detectado la señal de socorro de la nave de escape, entra al área del Indomable, aborda el crucero, y comienza un ataque, tomando de rehén a la tripulación. Reynolds se despierta en la enfermería de la nave, aislado del ataque, y pronto se descubre forzado a luchar por su supervivencia.
Reynolds desciende a la nave alienígena por medio de una conexión entre dos naves, en busca de la tripulación desaparecida del Indomable. Tras una serie de enfrentamientos con los alienígenas, se cruza con un teletransportador para viajar entre la nave y el planeta. También se da cuenta de que ha caído en su trampa, al igual que los marines a bordo del Indomable, y descubre que no tiene más alternativa que teletransportarse al planeta y avanzar. Estando allí, determina que se encuentra dentro de un complejo militar, y encuentra una terminal de computadoras en donde conecta su mente a una vasta red de mentes alienígenas representadas como hilos brillantes. Observa que los hilos se entrelazan, pero no consigue unirse o intercambiar pensamientos, y que una gran cantidad a sufrido daño, lo que explica la desorganización de los alienígenas que él había notado.
Luego de cruzar el área de almacenamiento del complejo, Reynolds ve que los alienígenas se están reordenando, y descubre otra terminal donde su mente logra acceder a la consciencia de la colmena. Ve la masa central brillando y nota dos hilos rojos brillantes como los suyos, uno desapareciendo y el otro tenue, e infiere que el último representa a los marines capturados del Indomable. Luego de unir su hilo con el tenue, el marine moribundo le dice que se olvide de salvar a la tripulación y, en su lugar, desactive las defensas planetarias de la base, seguido por imágenes de cómo usar el piloto automático del crucero y del planeta explotando luego de que la nave alienígena, fuera de órbita gracias al crucero, penetre la superficie. Se le explica a Reynolds las ubicaciones de tres enlaces informáticos orbitales separados que controlan las defensas. Tras destruir dichos enlaces, logra idear un plan de escape que incluye la destrucción de la masa central que había visto antes en el espacio de la mente alienígena. Se enfrenta a la masa —una criatura gigante con apariencia de mantis— y la asesina. Con una miríada de alienígenas yaciendo muertos, o en su defecto sin respuesta, muchos de ellos habiéndose suicidado aparentemente después de que se cortase la conexión entre su mente con la masa, Reynolds encuentra un teletransportador que lleva a la nave alienígena en órbita y se sube a él. Regresa al Indomable, aún atado a la nave, y programa el crucero para destruir el planeta. El crucero catapulta la nave alienígena hacia el planeta a una velocidad inmensa, provocando una fusión nuclear en su núcleo al impactar, antes de regresar a casa.

## Desarrollo
Poco tiempo después del lanzamiento de Alien Breed 3D en octubre de 1995, con el despertar de los competidores de su shooter en primera persona, Martyn Brown de Team17 comisionó una secuela que tendría gráficos mejorados. Los competidores ofrecían una resolución mayor, «pero no jugabilidad», como lo veía Brown, y Andrew Clitheroe, el programador y diseñador del Alien Breed 3D original, regresó en los mismos roles para el nuevo proyecto.
Bajo la dirección de Brown, Team17 apuntaba a crear un título de Amiga similar en tecnología y experiencia a Quake. De acuerdo con el productor del juego, Phil Quirke-Webster, la jugabilidad fue cambiada para parecerse más a Heretic que a Doom; los niveles fueron pensados para tener misiones que el jugador deberá completar, en lugar de tener un estilo estricto de matamarcianos. Clitheroe dijo que trató de implementar todas las ideas cortadas de Alien Breed 3D debido a las limitaciones de hardware. Una de estas fue la IA del enemigo, la cual fue mejorada para que los alienígenas pudieran «comunicarse entre sí y trabajar en equipo». Los alienígenas eran controlados por uno de varios patrones de comportamiento: agresión descarada, alertar a los demás de una presencia hostil antes de atacar, y retirarse para evitar morir. También serían capaces de rastrear de a grupos la fuente de los sonidos que el jugador hiciese, separándose en caso de poder ir en varias direcciones. Sin embargo, Clitheroe ha admitido que el jugador carece de los medios para explotar su comportamiento, haciendo que el juego parezca innecesariamente difícil. Clitheroe también ha revelado que ha puesto una cantidad considerable de esfuerzo en el motor de renderizado del juego, mejorando ampliamente la iluminación.
Se decidió distribuir el juego en cinco disquetes, dos de ellos requerirían 4 y 2 MB de RAM cada uno, uno para los niveles, otro para los efectos de sonido, y el último para los editores de niveles, los cuales solo se encontraban disponibles en las máquinas expandidas. La versión expandida de 4 MB contaría con gráficos superiores, mientras que la versión de 2 MB carecería de texturas en los pisos, y se vería forzada a correr a mitad de pantalla con un tamaño de píxel de 2x2. The Killing Grounds de 4 MB estaba adaptado para computadoras Amiga 1200 con 4 MB de RAM, pero Clitheroe confirmó que no era posible jugar en una sin el acelerador de gráficos basado en la 68060.
El juego fue lanzado el 26 de abril de 1996 como un exclusivo de Amiga 1200/4000. Algunas copias del juego fueron empaquetadas con una unidad del acelerador de gráficos Blizzard de Phase5, con descuentos de hasta 50 por ciento. The Killing Grounds fue el anteúltimo juego de Team17 para la Amiga, antes de Worms: The Director's Cut el año siguiente. A pesar de que Team17 tuviera un proyecto titulado Alien Breed Conflict en curso, que pretendía ser una secuela completamente en 3D de los juegos en la serie para Dreamcast y Windows, con énfasis en las tácticas de sigilo en lugar de la acción pura de sus predecesores, fue finalmente cancelado, y la serie reviviría con Alien Breed: Evolution en 2009, 13 años después de The Killing Grounds.
Un paquete de software de edición escrito y usado por Clitheroe para diseñar niveles fue enviado con el juego, como un editor de mapas, un editor de objetos, y una herramienta de animación para objetos vector (modelos 3D). Sin embargo, varios dueños de The Killing Grounds han reportado que los editores incluidos en uno de los discos del juego no pudieron cargar. Team17 subió un parche para descargar a Aminet, conteniendo todos los archivos faltantes.
Team17 liberó el código fuente del juego en el CD incluido en la revista de marzo de 1997 de Amiga Format. Se han producido nuevas versiones compiladas de este código fuente.

## Recepción
Alien Breed 3D II: The Killing Grounds fue el juego más vendido de Amiga desde agosto hasta septiembre de 1996, de acuerdo con el distribuidor de software alemán GTI. Ya en enero de 1997, permaneció como uno de los juegos más vendidos para el sistema.
Los críticos se encontraban divididos en la precisión de los requerimientos de hardware y la inteligencia artificial del enemigo, pero estuvieron de acuerdo en su juicio de que la versión de 2 MB corría de manera fluida, pero con gráficos rudimentarios, y que la versión de 4 MB requería de una computadora Amiga con gráficos acelerados. CU Amiga justificó los requerimientos señalando que Team17 pretendía crear un clon definitivo de Doom para Amiga, y diciendo que Worms: The Director's Cut, otro videojuego de Team17, requería un chipset AGA. La revista elogió el diseño de niveles y la inteligencia artificial, diciendo que esta última le dio a los enemigos «una sensación de amenaza... que no ha sido igualada» por los enemigos vistos en los competidores del juego de Amiga. Los enemigos han sido descritos como erráticos y reacios a morir, y se ha dicho que el diseño de niveles hace énfasis en la necesidad de conservar munición y salud para los próximos niveles y batallas.
Amiga Format aclamó la iluminación, los efectos de sonido en general, la variedad de armas, el mapa automático, la inteligencia artificial del enemigo, el editor de niveles, y el desafío y curva de dificultad del juego. Afirmó que los enemigos debían ser desactivados para el modo multijugador, debido a las limitaciones en la transferencia de datos entre máquinas Amiga 1200, y sus únicas críticas se enfocaron en los sonidos de pasos sobre los pisos metálicos y monstruos moribundos, y el hecho de que las armas del jugador tienden a apuntar hacia los enemigos en tierra, en lugar de hacia los enemigos voladores. Comparó la calidad del juego con Doom II y Quake como una alternativa de Amiga diseñada para computadoras mucho menos costosas. Amiga User International creyó que la naturaleza orientada a misiones de los niveles sumó al desafío, y declaró que el juego es «el mejor lanzamiento para Amiga de la historia».
Amiga Action cuestionó los requerimientos de hardware del juego y el hecho de que ambas versiones de 2 y 4 MB sufran de muchos inconvenientes técnicos. A la revista le pareció que la versión de 4 MB era jugable solamente cuando el tamaño de pantalla se encontraba reducido a la mitad y la iluminación apagada, incluso en una Amiga con una 68060 con 6 MB. Sin embargo, la versión de 2 MB, a la cual la revista consideró que tenía un rendimiento más fluido, era capaz de correr a la menor resolución de pantalla posible, carecía de efectos de iluminación, y el editor de niveles solo funcionaba en máquinas Amiga con al menos 4 MB. También señaló fallas de la inteligencia artificial como su incapacidad de abrir puertas. Amiga Power fue más crítica. Aunque aparentara un puntaje de un 98%, los verdaderos puntajes de las versiones de 2 y 4 MB se encontraban alrededor del 50%, y el puntaje falso fue añadido para engañar a los lectores que se saltearan a las últimas líneas de las reseñas de la revista. Criticó de forma similar los requerimientos de hardware, señalando la falta de texturas de pisos y techos en la versión de 2 MB, lo que significa que el jugador a veces no podría discernir la elevación del suelo, por lo que caería accidentalmente a los precipicios. La revista fue más lejos cuestionando las elecciones de diseño del desarrollador y la jugabilidad en general. Escribió que los enemigos alternarían ocasionalmente entre atacar al jugador y «perder interés y alejarse», y el jugador podría correr a través de ellos sin peligro al estar acorralado. El ritmo de juego contrastaba con aquel del primer Alien Breed 3D en el sentido de que resulta imposible progresar en situaciones puntuales sin una cierta cantidad de salud antes de recoger el siguiente botiquín, lo que resulta aún más complicado, ya que el juego solo guarda el progreso entre los niveles. La revista escribió que se sintió como si Team17 no hubiese probado el juego adecuadamente, y llamó al modo multijugador del juego una «pérdida de tiempo», antes de concluir que The Killing Grounds fue «una completa decepción».
Para su número 100, Amiga Format clasificó al juego en el 90.º puesto en su lista de los 100 mejores juegos de Amiga. Amazing Computing describió cómo el tiempo de vida del juego fue obstaculizado por el propio percance del editor empaquetado de Team17, y el parche subido a Aminet, a lo cual llamó «una decepción», haciendo que los usuarios solo suban un par de niveles allí (en la revista de junio de 1997, solo contó uno). Retro Gamer ofreció un análisis mixto de la calidad del juego, llamando a los gráficos «absolutamente impresionantes», pero criticando la IA del enemigo y la dificultad, creyendo que el proyecto fue demasiado ambicioso. Andrew Clitheroe quedó poco satisfecho con cómo manejó el desarrollo, llamando al juego «un grave error». En la propia retrospectiva de la compañía de los primeros 100 juegos que desarrollaron y distribuyeron, Team17 admitió que The Killing Grounds no estuvo a la altura del estándar de jugabilidad de Alien Breed, citando su tasa de fotogramas lenta y la propia admisión de Clitheroe de haber desarrollado inadecuadamente los niveles, jugabilidad e historia.